# Revolver (film, 1973)
Revolver är en italiensk-tysk-fransk poliziottescofilm från 1973 i regi av Sergio Sollima.

## Rollista i urval
- Oliver Reed - Vito Cipriani
- Fabio Testi - Milo Ruiz
- Agostina Belli - Anna Cipriani
- Paola Pitagora - Carlotta
- Frédéric de Pasquale - Michel Granier
- Reinhard Kolldehoff - advokaten
- Bernard Giraudeau - kidnapparen
- Peter Berling - Il Grappa